# Нене
Нене (порт. Maybyner Rodney Hilário; Сао Карлос, 13. септембар 1982) бивши је бразилски кошаркаш. Играо је на позицијама крилног центра и центра. Рођен као Мајбинер Родни Иларио (порт. Maybyner Rodney Hilário), године 2003. променио је име у Нене.

## Успеси

### Појединачни
- Идеални тим новајлија НБА — прва постава: 2002/03.